# 1965 في كولومبيا
فيما يلي قوائم الأحداث التي وقعت خلال عام 1965 في كولومبيا.

## سياسة

### انتهاء فترة المنصب
- 1 سبتمبر – بيدرو غوميز وزير التعليم في كولومبيا ‏.

## رياضة
- 1 يناير – الدوري الكولومبي لكرة القدم 1965 الفائز ديبورتيفو كالي.

## مواليد

### يناير
- 1 يناير – يوهانا كال[1]
- 23 يناير – هيكتور كاستانيو دراج كولومبي.

### فبراير
- 2 فبراير – إلفيس ألفاريز ملاكم كولومبي.
- 3 فبراير – ألبرتو كامارغو درّاج طريق كولومبي.
- 19 فبراير – روبين داريو هرنانديز لاعب كرة قدم كولومبي.[2]
- 23 فبراير – وليام بوليدو درّاج طريق كولومبي.
- 26 فبراير – هرنان دياز لاعب كرة قدم أرجنتيني.[3]

### مارس
- 16 مارس – ديانا فاريل اقتصادية من الولايات المتحدة الأمريكية.
- 27 مارس – وليام بالاسيو متسابق دراجات كولومبي.

### أبريل
- 28 أبريل – إدواردو هيريرا لاعب غولف كولومبي.

### مايو
- 3 مايو – نينا غارسيا صحفية كولومبية.[4]
- 16 مايو – كارلوس كاستانيو جيل مهرب مخدرات كولومبي.

### يونيو
- 14 يونيو – روري إنريكي كوندي قاتل متسلسل من الولايات المتحدة الأمريكية.
- 19 يونيو – لويس ألبرتو غونزاليس درّاج طريق كولومبي.

### يوليو
- 2 يوليو – بيدرو موراليس ساول درّاج طريق كولومبي.[5]
- 29 يوليو – ليونيل ألفاريز لاعب كرة قدم كولومبي.[6]

### أغسطس
- 8 أغسطس – مارغاريتا روسا دي فرانسيسكو[7]
- 21 أغسطس – خوسيه مارتين فارفان درّاج طريق كولومبي.
- 25 أغسطس – دانديني مونوز موسكيرا مهرب مخدرات كولومبي.
- 27 أغسطس – رينيه هيجيتا لاعب كرة قدم كولومبي.

### سبتمبر
- 5 سبتمبر – سيزار رينكون ماتادور كولومبي.[8]
- 6 سبتمبر – دانيلو كارو لاعب رماية كولومبي.
- 13 سبتمبر – أندريا إيشيفيري

### أكتوبر
- 30 أكتوبر – هنري كارديناس دراج كولومبي.

### نوفمبر
- 7 نوفمبر – خوان بابلو شوك ممثل كولومبي.
- 16 نوفمبر – نيلسون رودريغيز سيرنا درّاج طريق كولومبي.
- 23 نوفمبر – فيدل كانو كوريا صحفي كولومبي.

## وفيات

### يوليو
- 13 يوليو – لوريانو غوميز (مواليد 1889)[9]

### ديسمبر
- 16 ديسمبر – فيليكس ريستريبو ميخيا (مواليد 1887)[10]